# 英國早餐茶

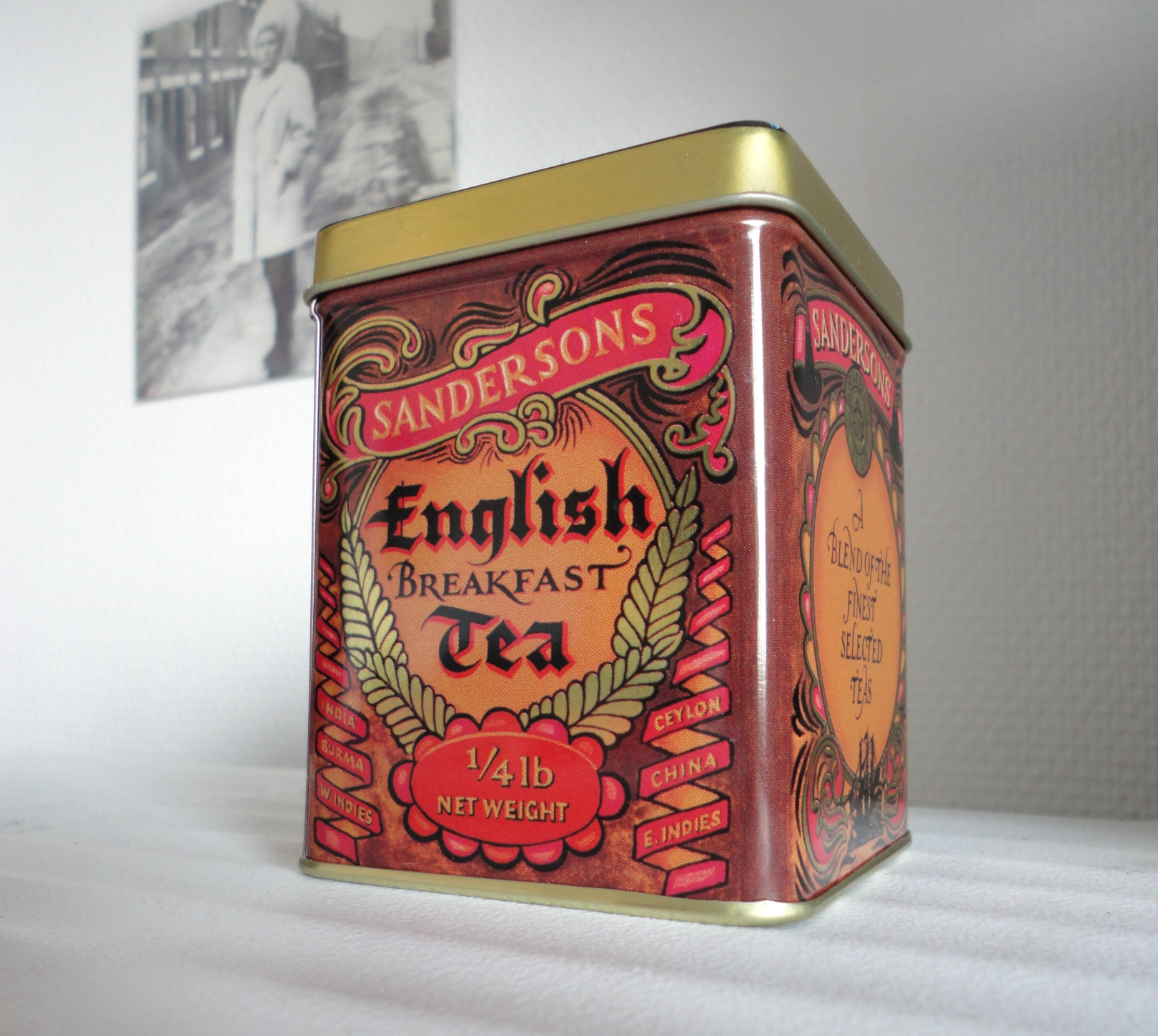
一罐英国早餐茶

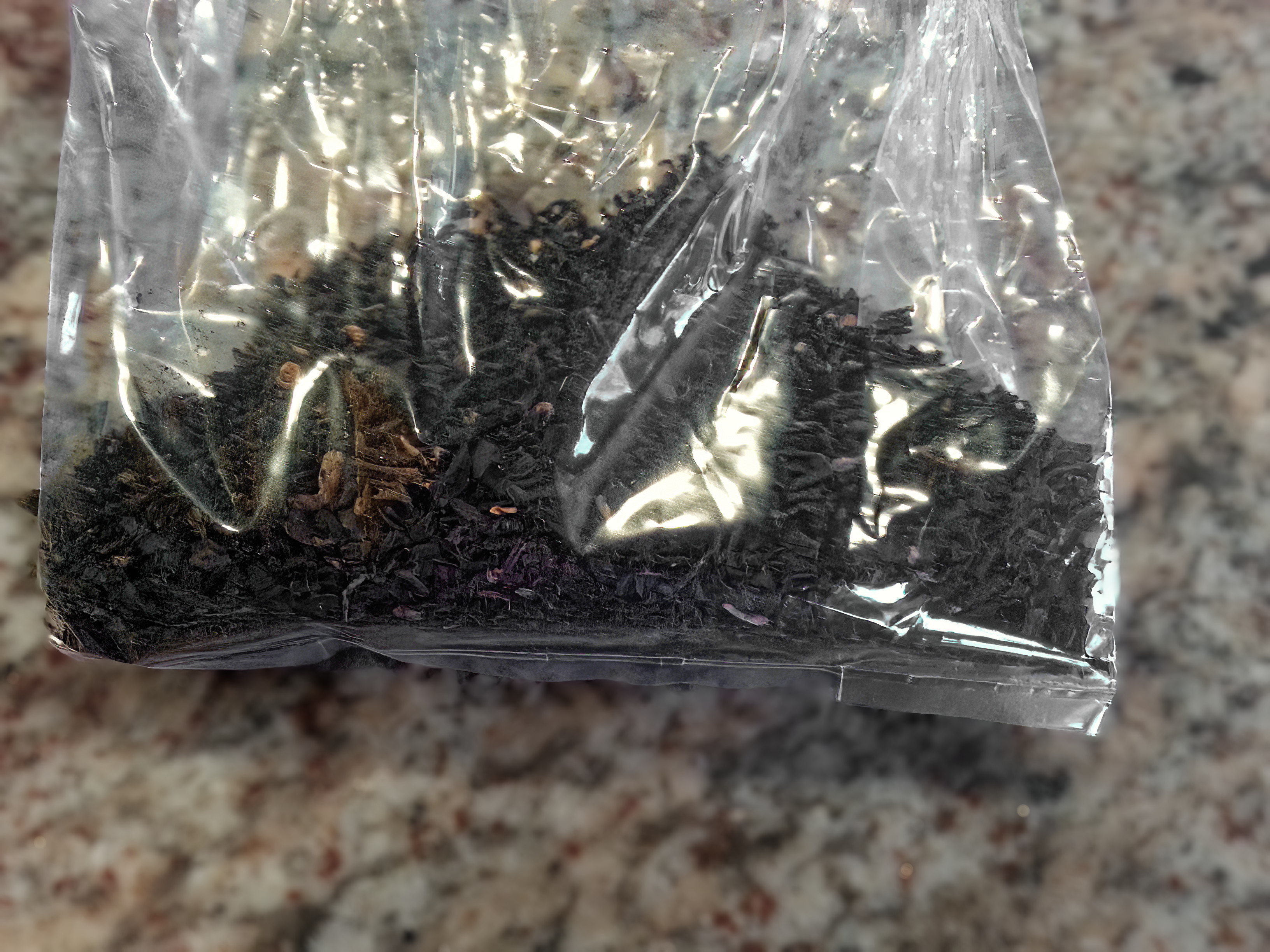
一款英国早餐茶的茶叶

英國早餐茶（英語：English breakfast tea），也称英伦早餐茶、英式早餐茶或英国早茶，是一款经典的英国拼配紅茶，一般採用印度阿萨姆、斯里兰卡和肯尼亚產的茶葉混合而成，是英國具代表性的茶飲之一。口感醇厚浓烈，香气饱满，还带有淡淡的花香，通常用来搭配英式早餐，以及烤物和味道强烈的食品。英国早餐茶一般和牛奶及砂糖混合做成奶茶饮用，也适合搭配柠檬，是英式早餐的一部分。据说英國早餐茶這一名稱起源自殖民地時期的美國（也有起源自蘇格蘭的說法）。还有觀點認為英國早餐茶得以普及要歸功於維多利亞女王。
所謂的「英式早餐茶」就是在英國人起床後，搭配早餐所喝的茶，如果是在早餐之前稱之為床邊茶（Early Morning tea），之後還可能喝十一時茶（Elevenses）、午餐茶（Lunch Tea）、下午茶（Afternoon Tea）、高茶（High Tea）、晚餐後茶（After Dinner Tea）